# شارع الحرية (مدينة تونس)

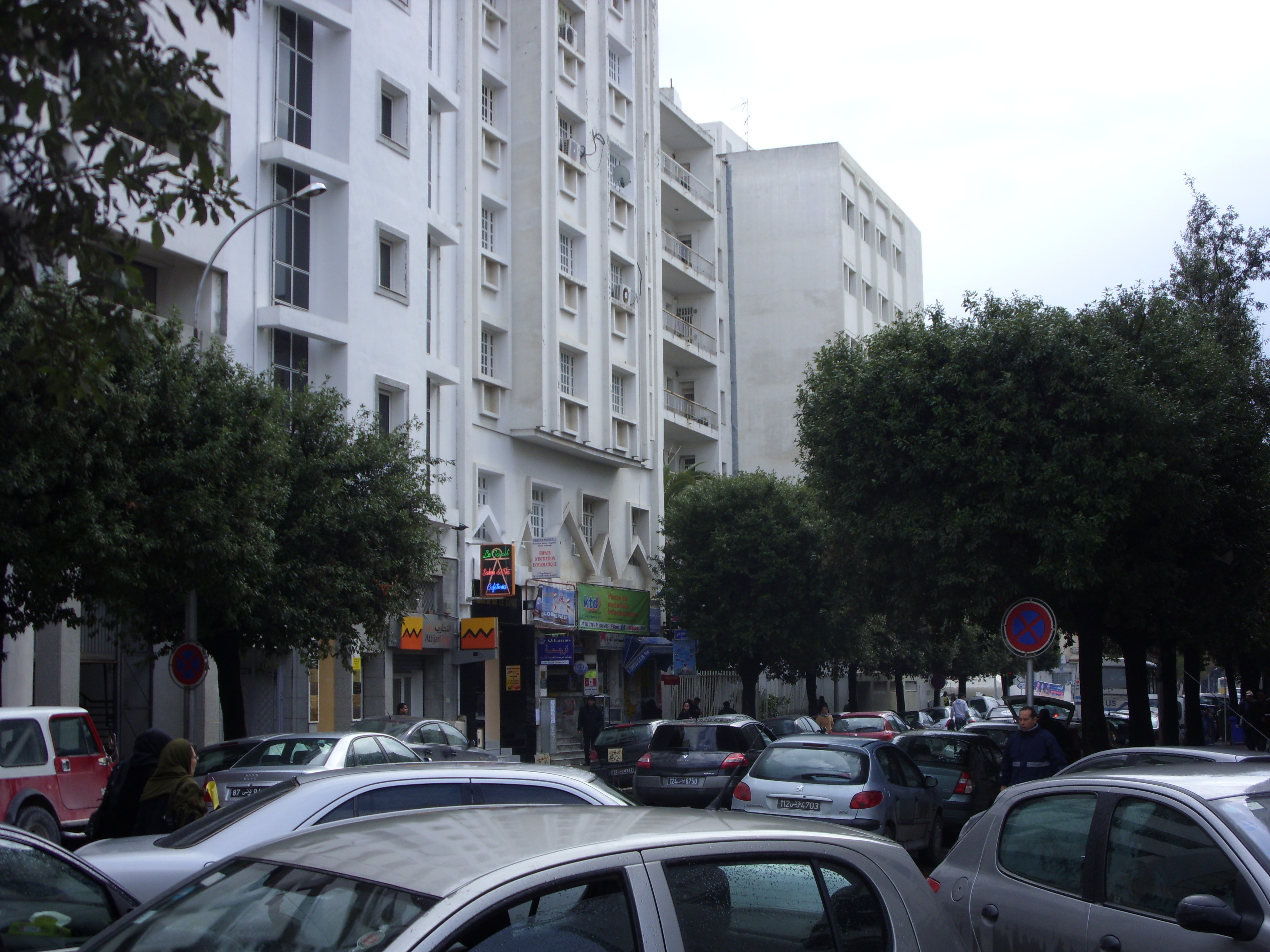
شارع الحرية على مستوى نهج المكسيك

شارع الحرية بتونس هو أحد أهم شوارع العاصمة التونسية، ويشق حي لافايات إذ يمتد من نهاية شارع الحبيب ثامر جنوبا إلى ساحة باستور شمالا. ويضم العديد من المؤسسات من أهمها مقر الإذاعة التونسية ومقر الاتحاد الدولي للبنوك ومقر الشركة التونسية للسكر وكنيس مدينة تونس وجامع الفتح الذي يعتبر من الجوامع القليلة في هذه المنطقة من مدينة تونس. كما يفتح هذا الشارع على ساحة فلسطين.